# Geghi
Geghi (en arménien Գեղի) est une communauté rurale du marz de Syunik en Arménie. Comprenant également les localités de Geghavank, Kard, Kitsk, Verin Geghavank et Karut, elle compte 146 habitants en 2008.